# 納粹獵人 (2020年電視劇)
《納粹獵人》（英語：Hunters）是一部美國劇情網絡電視劇，由David Weil創作。本劇於2020年2月21日在亞馬遜影片播放。2020年8月，續訂了第二季也是最後一季，於2023年1月13日播出。

## 劇情
《納粹獵人》講述生活在1977年紐約市一群各種各樣的納粹獵人。獵人發現數百名納粹高級官員正生活在我們之中，並密謀在美國建立第四帝國。折衷的獵人團隊為了伸張正義而著手追殺納粹成員並阻止他們新的種族滅絕計劃。

## 演員

### 主要
- 艾爾·帕西諾 飾 邁爾·奧佛曼／威廉·「惡狼」·札克斯(Meyer Offerman / Wilhelm "The Wolf" Zuchs)(第一季)
  - 札克·史寇(Zack Schor) 飾 年輕的邁爾
  - 克里斯汀·奧利弗（英语：Christian Oliver） 飾 年輕的惡狼

一名波蘭裔猶太慈善家以及猶太人大屠殺倖存者，為納粹獵人的領袖並招攬喬納加入。此角為帕西諾的第一個影集主角。
- 羅根·勒曼 飾 喬納·海德邦(Jonah Heidelbaum)

一名年輕的數學天才，他在祖母露絲死後接替了她在納粹獵人中的位置，並且在欸對抗邪惡的過程中陷入道德兩難。勒曼因喬登·皮爾、艾方索·戈梅茲-雷瓊、大衛·懷爾(David Weil)與妮琪·托斯卡諾(Nikki Toscano) 參與影集製作而加入劇組。
- 蓮娜·歐琳（英语：Lena Olin） 飾 上校 / 伊娃·希特勒

第四帝國領袖。
- 潔芮卡·辛頓（英语：Jerrika Hinton） 飾 米莉·莫里斯(Millie Morris)

一名在謀殺調查中遭遇納粹獵人與第四帝國的FBI探員。辛頓在扮演角色時聚焦於她對保護市民的權力機構(如FBI)的過剩信心。為了研究角色與1970年代的FBI，辛頓與一名與米莉一樣在1970年擔任FBI探員的黑人女性潔芮·威廉斯(Jerri Williams)進行對談，辛頓表示此舉「給了我龐大的幫助」。
- 索爾·魯賓奈克（英语：Saul Rubinek） 飾 莫瑞·馬可維茲(Murray Markowitz)

明蒂的丈夫，為納粹獵人的電子專家。是一名德裔猶太人，也是猶太人大屠殺生還者。
- 卡蘿·肯恩 飾 明蒂·馬可維茲(Mindy Markowitz)

莫瑞的妻子，為納粹獵人的通訊專家。是一名德裔猶太人，也是猶太人大屠殺生還者。
- 喬許·拉德諾 飾 閃電朗尼(Lonny Flash)

演員，為納粹獵人的偽裝專家。
- 葛瑞格·奧斯汀（英语：Greg Austin (actor)） 飾 崔維斯·雷奇(Travis Leich)

被引領至第四帝國的美國新納粹門徒。
- 蒂芬妮·布恩（英语：Tiffany Boone） 飾 蘿西·瓊斯(Roxy Jones)

納粹獵人成員，擅長偽造。
- 路易斯·小澤·張簡 飾 喬·水島(Joe Mizushima)

越戰退伍軍人，納粹獵人的戰鬥專家。
- 凱特·穆凡尼（英语：Kate Mulvany） 飾 哈麗葉修女(Sister Harriet)

前MI6幹員，現為納粹獵人工作，為一名德裔猶太兒童難民。
- 迪倫·貝克 飾 畢夫·辛普森(Biff Simpson)

卡特總統轄下的美國國務次卿，實為納粹臥底幹員。
- 珍妮佛·傑森·李 飾 夏娃·「伊瑪」·艾佛邦(Chava "Ima" Apfelbaum)

猶太裔納粹獵人，露絲的姊妹，喬納的姨婆。
- 烏鐸·基爾（英语：Udo Kier） 飾 阿道夫·希特勒

第三帝國前元首，假死後成為第四帝國的幕後主腦。
- 艾蜜莉·路德 飾 克拉拉·海德邦(Clara Heidelbaum)

喬納的妻子。

### 常設
- 約諾·戴維斯（英语：Jonno Davies） 飾 托比亞斯(Tobias)
- 詹姆斯·勒格羅（英语：James LeGros） 飾 格林斯比探員(Agent Grimsby)
- 艾波妮·歐普西迪恩（英语：Ebony Obsidian） 飾 卡蘿·霍桑(Carol Hawthorne)
- 凱勒·艾默瑞(Caleb Emery) 飾 亞瑟·麥奎根(Arthur "Bootyhole" McGuigan)
- 亨利·杭特·霍爾（英语：Henry Hunter Hall） 飾 薛曼·強森(Sherman "Cheeks" Johnson)
- 珍妮·柏林 飾 露絲·海德邦(Ruth Heidelbaum)
  - Annie Hägg 飾 年輕的露絲
- 茱莉莎·伯穆德茲（英语：Julissa Bermudez） 飾 瑪莉亞(Maria)
- 費尼克絲·諾艾爾(Phoenix Noelle) 飾 瑪莉卡(Malika)
- 梅根·香奈兒(Megan Channell) 飾 卡塔莉娜·羅(Katarina Löw)
- 'Keena' Thort-Kourt Kyna Kynetruve 飾 the Great Dane
- Miles G. Jackson 飾 丹尼·羅爾(Danny Rohr)

### 客串
- 喬許·莫斯特爾（英语：Josh Mostel） 飾 史泰克勒拉比(Rabbi Steckler)
- 芭芭拉·蘇可娃（英语：Barbara Sukowa） 飾 蒂妲·索爾(Tilda Sauer)
- 瓊·巴林傑(June Ballinger) 飾 Woman with Cane
- 裘德·赫希 飾 西蒙·維森塔爾
- 凱爾·杜拉（英语：Keir Dullea） 飾 克勞斯·萊茵哈特(Klaus Rhinehart)
- 威廉·桑德勒 飾 弗雷德里希·曼恩(Friedrich Mann)

## 集數
| 集數 | 標題                                                         | 導演               | 編劇                                 | 上線日期      |
| ---- | ------------------------------------------------------------ | ------------------ | ------------------------------------ | ------------- |
| 1    | 鯨魚肚裡 In the Belly of the Whale                           | 艾方索·戈梅茲-雷瓊 | 大衛·懷爾                            | 2020年2月21日 |
| 2    | 哀悼者的祈禱文 The Mourner's Kaddish                         | 韋恩·葉            | 大衛·懷爾                            | 2020年2月21日 |
| 3    | 外婆在他腦海中起舞 While Visions of Safta Danced in His Head | 韋恩·葉            | 妮琪·托斯卡諾                        | 2020年2月21日 |
| 4    | 虔誠的賊 The Pious Thieves                                   | 尼爾森·麥考密克    | Mark Bianculli                       | 2020年2月21日 |
| 5    | 夜晚，鳥都是黑的 At Night, All Birds are Black               | 丹尼·高登          | David J. Rosen                       | 2020年2月21日 |
| 6    | 路德記一章16節 Ruth 1:16                                     | 米莉森·薛爾頓      | Zakiyyah Alexander                   | 2020年2月21日 |
| 7    | 你好，死混帳 Shalom Motherfucker                             | 尼爾森·麥考密克    | Eduardo Javier Canto、Ryan Maldonado | 2020年2月21日 |
| 8    | 猶太問題 The Jewish Question                                 | 麥可·艾鵬達        | 大衛·懷爾、Charley Casler            | 2020年2月21日 |
| 9    | 1977年偉大的納粹盛宴 The Great Ole Nazi Cookout of '77       | 尼爾森·麥考密克    | 妮琪·托斯卡諾                        | 2020年2月21日 |
| 10   | 上帝之言 Eilu v' Eilu                                        | 麥可·艾鵬達        | 大衛·懷爾                            | 2020年2月21日 |

## 外部連結
- 互联网电影数据库（IMDb）上《納粹獵人》的资料（英文）
- 爛番茄上《納粹獵人》的資料（英文）
- 豆瓣电影上《納粹獵人》的資料 （简体中文）